# Genunchiul capsulei interne
Genunchiul capsulei interne (Genu capsulae internae) reprezintă o regiune a capsulei interne format de unghiul obtuz, deschis lateral în plan orizontal, format de unire celor 2 brațe (brațul anterior și brațul posterior) a capsulei interne. Este situat la nivelul orificiului interventricular (Monro) și este mărginit anterior de capul nucleului caudat, lateral de nucleul lenticular și medial de talamus.
Genunchiul capsulei interne este format din partea anterioară a radiației talamice superioară și fibre descendente.
- Fibrele descendente a genunchiului sunt fibrele corticonucleare (corticobulbare sau geniculate), cu originea în aria 4 frontală (cortexul precentral) și se termină contralateral în nucleele motorii ale nervilor cranieni din trunchiul cerebral. Alte fibre descendente a genunchiului sunt fibrele frontopontine din cortexul frontal (în special din ariile frontale 4 și 6) și care se termină în nucleele pontine și fibrele corticoreticulare din ariile senzoriomotorii ale cortexului cerebral spre formațiunea reticulară (în special spre punte și bulbul rahidian).
- Partea anterioară a radiației talamice superioară constă din fibre talamocorticale somestezice ascendente, formate din fibre ce provin din nucleele ventrale ale talamusului (nucleul ventral posterolateral și nucleul ventral posteromedial) si se termină în girusul postcentral al lobului parietal. Această radiație conține, de asemenea, fibrele parietotalamice descendente care provin din cortexul parietal și se termină în nucleele talamice ventrale și alte nuclee a talamusului, inclusiv pulvinar.